# Callidium texanum
Callidium texanum là một loài bọ cánh cứng trong họ Cerambycidae.